# Katsuhiko Nishijima
Katsuhiko Nishijima es un especialista dentro del anime japonés. Las cinco últimas series anime en las que ha participado, son del género Ecchi, principalmente por los frecuentes panchiras que aparecen a lo largo de los capítulos. Su filmografía por sectores en los que ha colaborado es:

## Director
1. AIKa Zero  (2009)
2. AIKa R-16: Virgin Mission (2007)
3. Kirameki Project (2005)
4. Najica Blitz Tactics (2001) serie de TV
5. Labyrinth of Flames (2000) de 2 capítulos.
6. Agent Aika (1997)
7. Megami Paradise (1995)
8. Villgust (1992)
9. Project A-Ko Versus Battle 1: Grey Side (1990)
10. Project A-Ko Versus Battle 2: Blue Side (1990)
11. Proyecto A-Ko (1986)

## Guionista
1. Agent Aika (1997)
2. Project A-Ko Versus Battle 1: Grey Side (1990)
3. Project A-Ko Versus Battle 2: Blue Side (1990)
4. Proyecto A-Ko (1986)

## Departamento de Animación
- "Fushigi no umi no Nadia" (1990) TV Series (animator)

Episodios: 
- Nadia in Wonder Ocean
- Nadia of the Mysterious Seas
- The Secret of Blue Water
- Project A-Ko Versus Battle 1: Grey Side (1990) (diseñador de los personajes)
- Top wo Nerae! (1988) (animador)

A.k.a. Gunbuster: Aim for the Top! 
- Urusei Yatsura 5: Kanketsuhen (1988) (animador)

A.k.a. Urusei Yatsura 5: Capítulo Final 
- Project A-Ko 3: Cinderella Rhapsody (1988) (animador)
- Outlanders (1986) (animador)
- Urusei Yatsura 3: Rimenbâ mai rabu (1985)

A.k.a. Urusei Yatsura 3: Remember My Love 
- Kurîmu remon (1984) (animador)

A.k.a. Cream Lemon 
- Urusei Yatsura 2: Byûtifuru dorîmâ (1984) (animador)

A.k.a. Urusei Yatsura 2: Beautiful Dreamer 
- Urusei Yatsura 1: Onri yû (1983) (animador)

A.k.a. Urusei Yatsura 1: Only You 
- "Urusei yatsura" (1981) TV Series (director de animación)

A.k.a. Those Obnoxious Aliens

## Departamento artístico
Labyrinth of Flames (2000) (storyboards) 
Project A-Ko Versus Battle 1: Grey Side (1990) (storyboard) 